# Ruth Jacott
Ruth Jacott (Paramaribo, 2 de setembre de 1960) és una cantant de soul surinamoneerlandesa.
Als nou anys es va mudar als Països Baixos. Als 17 anys va participar en un concurs de talents i el 1988 va guanyar el Knokke Festival a Bèlgica, cosa que li va donar moltes ofertes al món de les obres de teatre musical. Va aconseguir papers importants als musicals Cats i A Night At The Cotton Club, no només a la producció neerlandesa, sinó també en l'alemanya a Alemanya i Suïssa. El 1989 va rebre el Premi Zilveren Harp (Arpa de plata). El 2008 va fer el paper principal al musical Billie Holiday, sobre la vida d'aquesta cantant de jazz.
Va representar els Països Baixos al Festival de la Cançó d'Eurovisió de 1993 amb la canço Vrede (Pau) i va acabar en sisè lloc.